# What Is and What Should Never Be
What Is and What Should Never Be è una canzone rock dei Led Zeppelin, presente nel secondo album del gruppo, Led Zeppelin II.
Il brano è stato scritto da Jimmy Page e Robert Plant ed è stato prodotto dallo stesso Page.
Pur non essendo stato pubblicato come singolo, il brano è comunque particolarmente noto. Ne sono state realizzate numerose cover da parte di Helen Keller Plaid, Page and Plant, Dread Zeppelin, Urszula, Jason Bonham, The Section e Tracy G.

## Formazione
- Robert Plant - voce
- James Patrick Page - chitarra
- John Paul Jones - basso
- John Bonham - batteria